# Luciano Turi
Luciano Turi (Campiglia Marittima, 24 ottobre 1941) è un attore italiano.

## Biografia
Dopo il diploma all'Accademia Antoniana d'arte drammatica inizia la sua carriera teatrale al Piccolo Teatro di Milano con il regista Virginio Puecher. Poi per oltre un ventennio lavora con le più importanti compagnie teatrali italiane sotto la guida di registi come Maurizio Scaparro, Virginio Puecher, Giancarlo Sbragia, Gabriele Lavia, Aldo Trionfo, Orazio Costa Giovangigli. Negli anni novanta interrompe l'attività teatrale per dedicarsi alla televisione, al cinema, alla radio e al doppiaggio.
Fra le sue partecipazioni più importanti, Festa di laurea, per la regia di Pupi Avati; Linda e il brigadiere, con Nino Manfredi, Claudia Koll e I ragazzi del muretto.

## Filmografia

### Cinema
- Festa di laurea, regia di Pupi Avati (1985)
- Intervista, regia di Federico Fellini (1987)
- Buon Natale... buon anno, regia di Luigi Comencini (1989)
- Assolto per aver commesso il fatto, regia di Alberto Sordi (1992)
- Ti amo Maria, regia di Carlo Delle Piane (1997)

### Televisione
- La guerra non è finita, regia di Gian Domenico Giagni (1968)
- Qui squadra mobile – serie TV (1975)
- Sarti Antonio brigadiere, regia di Pino Passalacqua – miniserie TV (1978)
- La vedova e il piedipiatti, regia di Mario Landi – miniserie TV (1979)
- I divertimenti di Massimo Dursi, regia di Gianfranco Rimondi (1980)
- I misteri della Bassa, regia di Giuseppe Aldrovandi (1980)
- Il diavolo al Pontelungo, regia di Pino Passalacqua – miniserie TV (1982)
- L'armata Sagapò, regia di Pino Passalacqua (1985)
- Un'isola, regia di Carlo Lizzani (1986)
- La voglia di vincere, regia di Vittorio Sindoni – miniserie TV (1987)
- Un siciliano in Sicilia, regia di Pino Passalacqua – miniserie TV (1987)
- Little Roma, regia di Francesco Massaro – miniserie TV (1987)
- Casa Vianello – sitcom (1988)
- Come stanno bene insieme, regia di Vittorio Sindoni – miniserie TV (1989)
- Pronto soccorso – serie TV (1990)
- Classe di ferro 2 – serie TV (1991)
- I ragazzi del muretto – serie TV (1991-1996)
- Donna, regia di Gianfranco Giagni – miniserie TV (1996)
- Linda e il brigadiere – serie TV (1997)
- Trenta righe per un delitto, regia di Lodovico Gasparini – miniserie TV (1998)
- Incantesimo, regia di Gianni Lepre – soap opera (1998)
- Morte di una ragazza perbene, regia di Luigi Perelli – miniserie TV (1999)
- Giorni da leone, regia di Francesco Barilli (2002)

## Teatro
- Enrico V di William Shakespeare, regia di Virginio Puecher (1968)
- La vita dello spazzino Augusto G. di Armand Gatti, regia di Virginio Puecher (1969)
- Il fattaccio di giugno di e regia di Giancarlo Sbragia (1969)
- Il crack di Roberto Roversi, regia di A. Trionfo (1969)
- Faust di Johann Wolfgang von Goethe, regia di Virginio Puecher (1970)
- Otello di William Shakespeare, regia di Virginio Puecher (1970)
- Don Carlos di Friedrich Schiller, regia di Giancarlo Sbragia (1970)
- Hyperion di B. Maderna, regia di Virginio Puecher (1971)
- Il suicida di N. Herdman, regia di Ruggero Miti (1972)
- Giorni di lotta con Di Vittorio di Nicola Saponaro, regia di Maurizio Scaparro (1972)
- La Lena di Ludovico Ariosto, regia di Maurizio Scaparro (1972)
- Caligola di Albert Camus, regia di Giancarlo Sbragia (1972)
- La morte di Danton di Georg Büchner, regia di Giancarlo Sbragia (1973)
- Il vizio assurdo di Davide Lajolo, adattamento teatrale insieme a Diego Fabbri, regia di Giancarlo Sbragia (1973)
- La tempesta di William Shakespeare, regia di Virginio Puecher (1973)
- Piccola città di Thornton Wilder, regia di Giancarlo Sbragia (1973)
- Edipo re di Sofocle, regia di Virginio Puecher (1973)
- La tempesta di William Shakespeare, regia di Gianfranco Rimondi (1974)
- Contaminazione per Rosa Luxemburg di e regia di Gianfranco Rimondi (1975)
- Strategia di una tensione di e regia di Gianfranco Rimondi (1975)
- Processo per magia di Francesco Della Corte, regia di Renzo Giovampietro (1976)
- Il coccodrillo di Valentino Bucchi, regia di Virginio Puecher (1976)
- Divus Dioniso di B. Sacchini, regia di Giovanni Pampiglione (1877)
- Un altro Rigoletto di e regia di Pietro Formentini (1978)
- Scene di caccia in bassa Baviera di Martin Sperr, regia di Walter Pagliaro (1978)
- I masnadieri di Friedrich Schiller, regia di Gabriele Lavia (1982)
- Il principe di Homburg di Heinrich von Kleist, regia di Gabriele Lavia (1983)
- Il malato immaginario di Molière, regia di Massimo Morini (1985)
- Ma non è una cosa seria di Luigi Pirandello, regia di Carlo Di Stefano (1986)
- La bisbetica domata di William Shakespeare, regia di Edmo Fenoglio (1986)
- Candida di George Bernard Shaw, regia di Silverio Blasi (1987)
- Il mercante di Venezia di William Shakespeare, regia di Franco Ricordi (1987)
- Romeo e Giulietta di William Shakespeare, regia di Franco Ricordi (1988)
- Così è (se vi pare) di Luigi Pirandello, regia di Orazio Costa (1990)

## Radio
- Storia di una dinastia brahamana (Rai Roma, 1989)
- Voci dalla casa deserta (Rai Bologna, 1982)
- Don Camillo (Rai Bologna, 1982)
- Instariari (Rai Bologna, 1981)
- I pisunent (Rai Bologna, 1981)
- Scuffiareini (Rai Bologna, 1981)
- La Califfa (Rai Firenze, 1981)
- Flashback (Rai Bologna, 1981)
- Il borghetto (Rai Bologna, 1980)
- L'eroica e fantastica operetta di via Del Pratello (Rai Bologna, 1978)
- Per chi suona la campana (Rai Firenze, 1975)
- Teatro in 30 minuti: Eduardo e Carolina (Rai Roma, 1971)
- Florence Nightingale (Rai Firenze, 1970)
- Il ponte di Queensbore (Rai Milano, 1969)

## Doppiaggio
- Joseph Ruskin in Smokin' Aces
- Fred Personne in Giù al Nord
- Louis Mustillo in High Incident
- Steve Rackman in Crocodile Dundee 3
- Pruitt Taylor Vince, Red West e Bob Swan in Assassini nati - Natural Born Killers[1]
- Albie Woodington in Guida galattica per autostoppisti
- Mario Andretti in Cars - Motori ruggenti
- Teddy Dunn in The Manchurian Candidate
- Tumurbataar Tseomed e Jerzy Rogulski in L'eletto[2]
- Robert Covarrubias in Sideways - In viaggio con Jack
- Lou Hirsch in Thunderbirds
- Felipe Rocha in Torre di Babele